# Пшеничников, Константин Вячеславович
Константин Вячеславович Пшеничников (28 января 2000) — российский борец вольного стиля. Мастер спорта России. Призёр чемпионата России.

## Спортивная карьера
8 октября 2018 года ему было присвоено звание мастер спорта России. В марте 2019 года в Якутске, одолев в финале Саграба Исаева из Дагестана, победил на международном турнире памяти Романа Дмитриева. 6 апреля 2019 года во Владикавказе, на Первенстве России среди юниоров, одолев в схватке за 3 место Арсения Хубаева из Северной Осетии, стал обладателем бронзовой медали. 1 мая 2019 года в Каспийске неудачно выступил на международном турнира памяти Али Алиева, в котором проиграл в 1/8 финала Хабибу Гаджиеву из Дагестана и покинул соревнования. 13 сентября 2020 года на Первенстве России среди юниоров в Наро-Фоминске, победив в малом финале Магомеда Наниева из Москвы, стал бронзовым призёром. 18 октября 2020 года на Чемпионате России в Наро-Фоминске в 1/8 финала проиграл Батырбеку Цакулову, занял итоговое 13 место. 3 октября 2021 года на Первенстве России среди борцов до 23 лет в Наро-Фоминске вышел в финал, в котором проиграл Азамату Закуеву из Крыма, став серебряным призёром. В апреле 2022 года в Красноярске, взяв верх в финале над местным борцов Никитой Акулинчева, победил на чемпионате Сибирского федерального округа. 19 мая 2022 года на турнире «Иван Поддубный» в Москве в 1/8 финала уступил Александру Гуштыну из Белоруссии. 30 апреля 2023 года на Международном турнире «Baikal Open» на призы Главы Бурятии в Улан-Удэ, стал бронзовым призёром, в схватке за 3 место он победил Оргилоха Дагвадоржа Монголии. 17 сентября 2023 года в Наро-Фоминске на Первенстве России среди борцов до 23 лет в схватке за бронзовую медаль уступил Шамилю Гаджиалиеву из ХМАО, заняв 5 место. 29 октября 2023 года неудачно выступил на международном турнире на призы Владимира Семенова в посёлке Пойковский, где уступил Арсен-Али Мусалалиеву из Дагестана, оставшись без медали. 27 ноября 2023 года дошёл до финала международного турнир на призы Александра Медведя в Минске, в котором проиграл на туше Магомедгаджи Нурову из Северной Македонии, став серебряным призёром. 1 мая 2024 года в Подмосковье в малом финале чемпионата России, выиграл у Гурама Черткоева из Крыма со счётом 2:0, завоевав бронзовую медаль.

## Спортивные результаты
- Чемпионат России по вольной борьбе 2024 — ;